# Miles Dempsey
Miles Christopher Dempsey (New Brighton (Wallasey, Merseyside), 15 december 1896 - Yattendon (Berkshire), 5 juni 1969) was een Brits generaal die vooral bekend is als commandant van het Britse Tweede Leger tijdens de landing in Normandië op D-Day.
Dempsey voltooide zijn opleiding aan de Koninklijke Militaire Academie Sandhurst in 1915 en vervoegde zich bij het Royal Berkshire Regiment. Hij diende aan het westfront tijdens de Eerste Wereldoorlog.
Tegen het begin van de Tweede Wereldoorlog was Dempsey opgeklommen tot de rang van Luitenant-kolonel en was hij commandant van de 13de Infanterie Brigade. In december 1942 werd hij gepromoveerd tot luitenant-generaal, de op twee na hoogste militaire rang van de Britse Koninklijke Strijdkrachten. Hij leidde onder meer de aanval op Sicilië en de invasie van Italië.
In 1944 kreeg hij de leiding over het Britse Tweede Leger tijdens de landing in Normandië. Onder zijn leiding zou het Britse Tweede Leger later mee Brussel en Antwerpen bevrijden.
Na de Tweede Wereldoorlog werd hij benoemd tot opperbevelhebber van de troepen in het Midden-Oosten. Dempsey verliet het Britse leger in juli 1947. Hij stierf op 72-jarige leeftijd.
Hij ontving veel onderscheidingen waaronder de Amerikaanse Army Distinguished Service Medal.

## Militaire loopbaan
- Second Lieutenant: 17 februari 1915
- Lieutenant: 8 augustus 1915
- Waarnemend Captain: 
  - 28 juli - 22 augustus 1916
  - 30 november 1916 – 8 februari 1917
  - 20 juli 1917 – 15 juli 1918
  - 24 juli 1918 – 19 mei 1921
- Captain: 20 mei 1921
- Major: 22 september 1932
- Lieutenant-Colonel: 11 februari 1938
- Waarnemend Colonel; waarnemend Brigadier: 20 november 1939 – 19 mei 1940
- Tijdelijk Colonel: 20 mei 1940 – 10 augustus 1941
- Tijdelijk Brigadier: 20 mei 1940 – 14 juni 1942
- Waarnemend Major-General 15 juni 1941 – 14 juni 1942
- Colonel: 11 augustus 1941, seniority 11 februari
- Tijdelijk Major-General: 15 juni 1942 – 11 december 1943
- Waarnemend Lieutenant-General: 12 december 1942 – 11 december 1943
- War Substantive Major-General: 12 december 1943
- Tijdelijk Lieutenant-General: 12 december 1943 – 1 januari 1945
- Major-General: 27 april 1944
- Lieutenant-General: (2 januari 1945
- Waarnemend General: 28 juni - 13 oktober 1946
- General: 14 oktober 1946

## Decoraties
- Ridder Grootkruis in de Orde van het Britse Rijk op 2 januari 1956
- Ridder Commandeur in de Orde van het Britse Rijk op 5 juli 1945
- Ridder Commandeur in de Orde van het Bad op 29 juni 1944
- Lid in de Orde van het Bad op 14 oktober 1943
- Orde van Voorname Dienst (Verenigd Koninkrijk) op 11 juli 1940
- Military Cross op 3 juni 1919
- Commandeur in het Legioen van Verdienste (Verenigde Staten) op 12 april 1945
- Army Distinguished Service Medal op 16 januari 1948
- Grootofficier in de Leopoldsorde (België)[1]
- Ridder Grootkruis in de Orde van Oranje-Nassau met Zwaarden op 20 januari 1947[1]
- World War II Victory Medal[1]
- Britse Oorlogsmedaille[1]
- N.W. Persia General Service Medal (1918)[1]
- Oorlogskruis met Palm op 16 januari 1947[1]

Omar Bradley, Bernard Montgomery en Miles Dempsey (10 juni 1944)
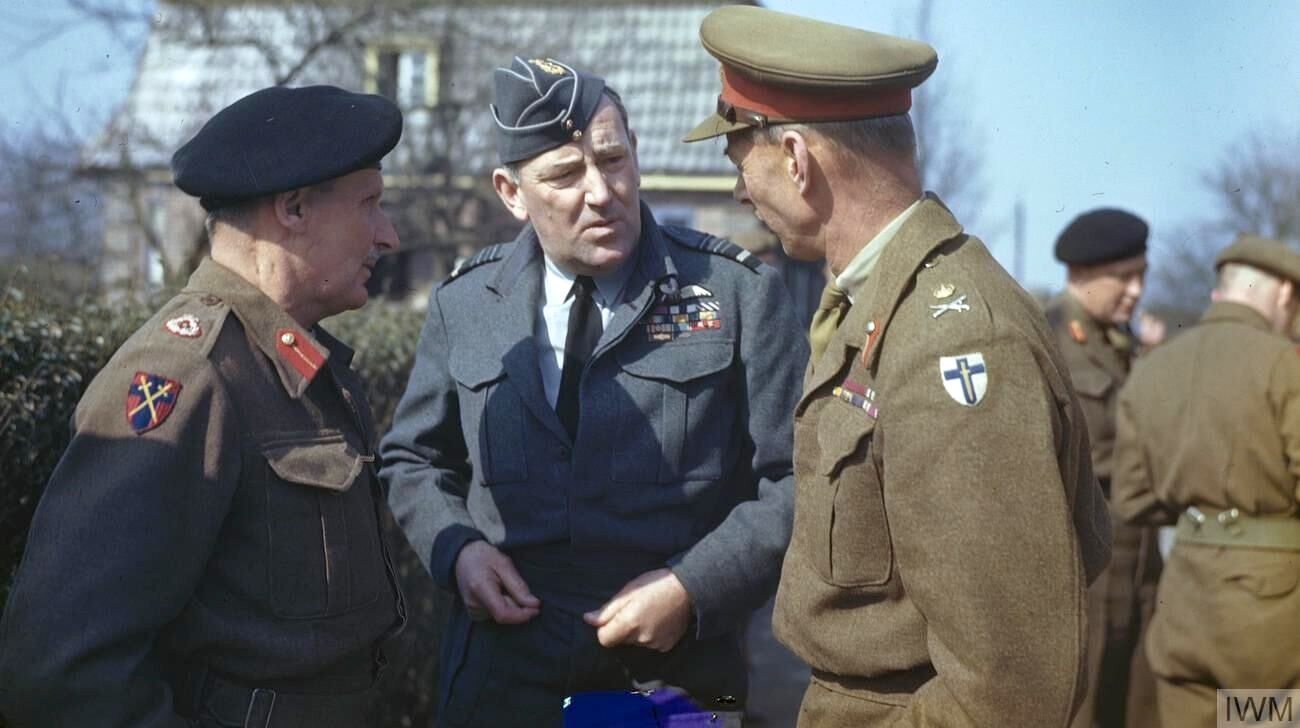
Dempsy (rechts) in overleg met Bernard Montgomery (links) en Arthur Coningham voor Operatie Varsity
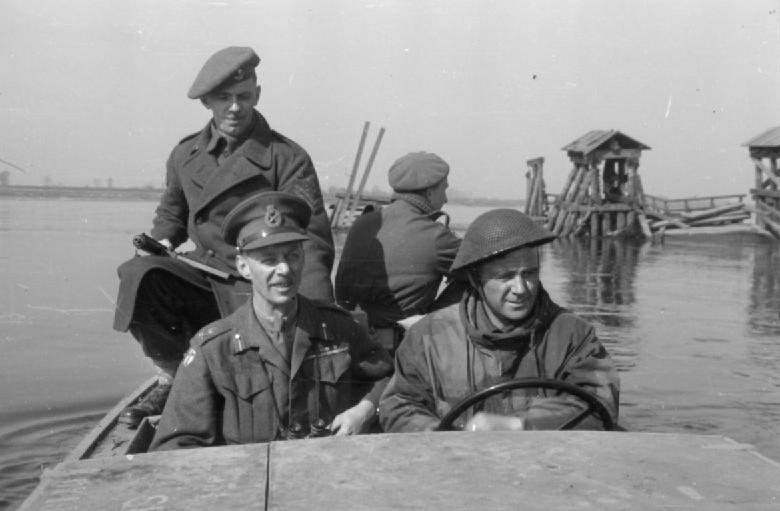
Dempsey steekt de Rijn over (maart 1945)